# Sziklavárhely
Sziklavárhely (1899-ig Szkacsány-Hradistye, szlovákul Hradište) község Szlovákiában, a Trencséni kerületben, a Simonyi járásban.

## Fekvése
Simonytól 8 km-re északra, a Nyitrica-patak jobb partján fekszik.

## Története
A mai község területén a késő bronzkorban a lausitzi kultúra települése állt. Már a honfoglalás előtt földvár állt itt.
A falu és román kori temploma a 11. században keletkezett. Temploma a feltételezések szerint a legrégebbi a Felvidéknek ezen a részén, hiszen építését a 11. század második felére teszik. Első írásos említése II. András király 1232-ben kelt oklevelében található „Haranenicha” alakban. Ebben a király a Nedasóctól keletre, Szkacsány közelében fekvő falut az esztergomi keresztesek konventjének adja. Nevét valószínűleg az egykor itt állt Szkacsány váráról kapta, melyet 1410-től említenek a nyitrai püspökség váraként. A konvent 1424-ig birtokosa a településnek, azután a nyitrai püspökség tulajdonába került. 1553-ban a dézsmajegyzékben „Hradyscha” alakban említik, ekkor 12 portája adózott. Említést tesznek arról is, hogy a határában már 1406-ban erődítmény állt, mely hasonló Szkacsány várához, de annál régebbi építésű. 1689-ben "Hradistye" néven említik. 1715-ben szőlőskertje és 19 háza volt. 1729-ben 277-en, 1767-ben 214-en lakták. 1777-től a nyitrai káptalan faluja volt. 1778-ban 60 jobbágy és 3 zsellérház állt a községben.
A 18. század végén Vályi András így ír róla: „HRADISTYE. Tót falu Nyitra Várm. földes Ura Szent Iványi Uraság, lakosai katolikusok, fekszik Zsámbokréthez nem meszsze, Berzenczének filiája, határja jeles, mint Szkacsáné.”
1828-ban 48 háza és 336 lakosa volt. Lakói földműveléssel, állattartással, szövéssel és gabonakereskedelemmel foglalkoztak.
Fényes Elek 1851-ben kiadott geográfiai szótárában így ír a faluról: „Hradistye, tót falu, Nyitra vmegyében, Szkacsán fiókja: 388 kath. lak. F. u. a nyitrai káptalan. Ut. p. Nyitra-Zsámbokrét.”
Hitelszövetkezetét 1889-ben alapították.
Borovszky Samu monográfiasorozatának Nyitra vármegyét tárgyaló része szerint: „Szkacsány-Hradistye, Szkacsánytól éjszakra, a Belanka-patak mellett, 487 tótajku, r. kath. vallásu lakossal. Postája Szkacsány, táviró- és vasúti állomása Nagy-Bélicz. Kath. temploma a XV. század elején épült és kőfallal van körülvéve. Kegyura a nyitrai káptalan. A község határában a Pravda nevü sziklatetőn valaha vár, vagy várszerü építmény állott, melynek szilárd alapfalai még ma is láthatók. A hagyomány szerint a vár tulajdonosának Pravda volt a neve. A sziklában a templom felé irányuló üregek vannak, viszont a templom alatt a sziklák felé vonuló barlang nyílik, melybe jó távolságra be lehet hatolni. A hagyomány szerint e barlang hajdan a várral volt összeköttetésben. 1533-ban a nyitrai püspök volt földesura a községnek.”
1909-ben uradalmi téglagyár kezdte meg termelését. A trianoni diktátumig Nyitra vármegye Nyitrazsámbokréti járásához tartozott.

## Népessége
| Év:            | 1994. | 2004.   | 2014.   | 2024.   |
| -------------- | ----- | ------- | ------- | ------- |
| Emberek száma: | 1084  | 1033    | 1005    | 980     |
| Eltérés:       |       | -4,70 % | -2,71 % | -2,48 % |

| Év:            | 2023. | 2024.   |
| -------------- | ----- | ------- |
| Emberek száma: | 983   | 980     |
| Eltérés:       |       | -0,30 % |

1880-ban 464 lakosából 433 szlovák, 13 német anyanyelvű és 18 csecsemő volt.
1900-ban 575 lakosából 562 szlovák és 13 német volt. Ebből 562 római katolikus és 13 zsidó vallású.
1910-ben 599-en, többségében szlovákok lakták, jelentős magyar kisebbséggel.
2001-ben 1070 lakosából 1057 szlovák volt.
2011-ben 1032 lakosából 1002 szlovák.

## Nevezetességei
- Szent Barnabás tiszteletére szentelt római katolikus temploma a 11. század második felében épült, később többször átépítették. Román kori keresztelőmedencéje ma Bajmócon látható.
- Kőtábla az ősi (11.-12. századi) temető helyén.
- A község fúvószenekara 1927-ben alakult.
- Folklóregyüttesét 1937-ben alapították.

## Külső hivatkozások
- Hivatalos oldal
- E-obce.sk Archiválva 2009. július 11-i dátummal a Wayback Machine-ben
- Községinfó
- Sziklavárhely Szlovákia térképén